# Брейдини
Брейдини (пол. Brejdyny, нім. Brödienen) — село в Польщі, у гміні Пецки Мронґовського повіту Вармінсько-Мазурського воєводства.
Населення — 373 особи (2011).

## Демографія
Демографічна структура станом на 31 березня 2011 року:
|          | Загалом | Допрацездатний вік | Працездатний вік | Постпрацездатний вік |
| -------- | ------- | ------------------ | ---------------- | -------------------- |
| Чоловіки | 194     | 46                 | 130              | 18                   |
| Жінки    | 179     | 44                 | 102              | 33                   |
| Разом    | 373     | 90                 | 232              | 51                   |